# Croacia en los Juegos Olímpicos de Salt Lake City 2002
Croacia estuvo representada en los Juegos Olímpicos de Salt Lake City 2002 por un total de 13 deportistas que compitieron en 5 deportes.  
La portadora de la bandera en la ceremonia de apertura fue la esquiadora Janica Kostelić.

## Medallistas
El equipo olímpico croata obtuvo las siguientes medallas:
| Nombre          | Deporte      | Competición       |
| --------------- | ------------ | ----------------- |
| Oro             |              |                   |
| Janica Kostelić | Esquí alpino | Combinada F       |
| Janica Kostelić | Esquí alpino | Eslalon F         |
| Janica Kostelić | Esquí alpino | Eslalon gigante F |
| Plata           |              |                   |
| Janica Kostelić | Esquí alpino | Supergigante F    |
| Bronce          |              |                   |
| —               |              |                   |